# Lista de campeãs do carnaval de São Luís
Esta é uma lista de escolas de samba campeãs do Carnaval de São Luís.

## Campeãs
| Ano                          | Campeãs                         | Ref.        |
| ---------------------------- | ------------------------------- | ----------- |
| 1974                         | Flor do Samba                   | [ 2 ]       |
| 1975                         | Turma do Quinto                 | [ 2 ]       |
| 1976                         | Flor do Samba                   | [ 2 ]       |
| 1977                         | Favela do Samba                 | [ 2 ]       |
| 1978                         | Turma do Quinto                 | [ 2 ]       |
| 1979                         | Flor do Samba                   | [ 2 ]       |
| 1980                         | Flor do Samba                   | [ 2 ]       |
| 1981                         | Turma do Quinto                 | [ 2 ]       |
| 1982                         | Turma do Quinto                 | [ 2 ]       |
| 1983                         | Turma do Quinto                 | [ 2 ]       |
| 1984                         | Flor do Samba                   | [ 2 ]       |
| 1985                         | Flor do samba                   | [ 2 ]       |
| 1986                         | Turma do Quinto                 | [ 2 ]       |
| 1987                         | Turma do Quinto                 | [ 2 ]       |
| 1988                         | Turma do Quinto                 | [ 2 ]       |
| 1989                         | Flor do Samba                   | [ 2 ]       |
| 1990                         | Flor do Samba                   | [ 2 ]       |
| 1991                         | Unidos de Fátima                | [ 2 ]       |
| 1992                         | Favela do Samba                 | [ 2 ]       |
| 1993                         | Favela do Samba                 | [ 2 ]       |
| 1994                         | Unidos de Fátima                | [ 2 ]       |
| 1995                         | Flor do Samba                   | [ 2 ]       |
| Não ocorreu desfile em 1996. |                                 | [ 2 ]       |
| 1997                         | Favela do Samba                 | [ 2 ]       |
| 1997                         | Flor do Samba                   | [ 2 ]       |
| 1998                         | Favela do Samba                 | [ 2 ]       |
| 1999                         | Favela do Samba                 | [ 2 ]       |
| 2000                         | Favela do Samba                 | [ 2 ]       |
| 2000                         | Turma do Quinto                 | [ 2 ]       |
| 2001                         | Turma do Quinto                 | [ 2 ]       |
| 2002                         | Turma do Quinto                 | [ 2 ]       |
| 2003                         | Favela do Samba                 | [ 2 ]       |
| 2004                         | Turma do Quinto                 | [ 2 ]       |
| 2005                         | Turma do Quinto                 | [ 2 ]       |
| 2006                         | Favela do Samba                 | [ 2 ]       |
| 2007                         | Favela do Samba                 | [ 2 ]       |
| 2008                         | Favela do Samba                 | [ 2 ]       |
| 2009                         | Favela do Samba                 | [ 2 ]       |
| 2010                         | Favela do Samba                 | [ 2 ]       |
| 2011                         | Favela do Samba                 | [ 2 ] [ 3 ] |
| 2012                         | Favela do Samba                 | [ 2 ]       |
| Não ocorreu desfile em 2013. | Não ocorreu desfile em 2013.    | [ 2 ] [ 4 ] |
| 2014                         | Turma do Quinto                 | [ 2 ] [ 5 ] |
| 2015                         | Favela do Samba                 | [ 2 ] [ 6 ] |
| 2016                         | Flor do Samba                   | [ 7 ]       |
| 2017                         | Favela do Samba                 | [ 8 ]       |
| 2018                         | Marambaia do Samba              | [ 9 ]       |
| 2019                         | Favela do Samba                 | [ 10 ]      |
| 2020                         | Flor do Samba                   | [ 11 ]      |
| 2021                         | Desfile cancelado               |             |
| 2022                         | Desfile cancelado               |             |
| 2023                         | Favela do Samba e Flor do Samba | [ 12 ]      |
| 2024                         | Marambaia                       | [ 13 ]      |
| 2025                         | Flor do Samba                   | [ 14 ]      |